# Damnatio memoriae
Damnatio memoriae је израз на латинском језику који означава забрану сећања, у смислу „протеран из јавне успомене“. То је врста јавне постхумне казне коју је римски сенат могао изрицати поводом издаје или неке друге кривице према Римском царству. Смисао ове казне је био да се избрише сваки траг сећања или сваки траг постојања особе против које је казна изречена.

## Употреба
је најчешће изрицан против преминулих или убијених римских царева. Сенат је је желео да изрекне damnatio memoriae против Калигуле, али је Клаудије то спречио. Први цар против кога је изречена damnatio memoriae био је Нерон и то у епохи Отона и Вителија. После њега, Домицијан. Касније је та судбина задесила и сећање на Комода. По Каракалином наређењу, damnatio memoriae је изречена против Гете, а касније је сећање и на Елегабала забрањено.